# Естадіо Парк Сентраль
Гран Парке Сентраль (ісп. Estadio Gran Parque Central) або знаний як Парк Сентраль — багатофункціональний стадіон в уругвайській столиці Монтевідео. Відкритий 25 травня 1900 року. З 1901 року домашня арена місцевого футбольного клубу «Насьйональ» та національної збірної Уругваю. Місткість арени — 22 тисячі глядачів. Розмір поля — 105×68 метрів.

## Спорудження та перші роки існування
Стадіон був зведений ще 1900 року в особливо пам'ятному для уругвайців місці, відомому під назвою «Квінта де ла Параґвая» (ісп. Quinta de la Paraguaya). Ця територія пов'язана з життям та діяльністю місцевого патріота, борця за незалежність Уругваю Хосе Артіґаса.
З 1900 року, коли в Уругваї організовано перший національний клубний чемпіонат з футболу, на «Естадіо Парк Сентрал» домашні матчі проводив «Німецький футбольний клуб». А вже з наступного року на цій арені свої виступи розпочав новостворений місцевий клуб «Насьональ». До речі від тих часів, попри численні реконструкції та оновлення, залишилась частина стадіону, знана як «Мірадор». Вона розташована позаду трибуни Атіліо Гарсії.
Через 11 років після відкриття стадіон спіткала велика пожежа. Згоріла майже вся арена. Проте завдяки надзвичайній популярності футболу в Уругваї, Парк Сентраль був відновлений за кілька років.

## Чемпіонат світу з футболу 1930
Разом з «Естадіо Сентенаріо» цей стадіон є однією з двох арен, які приймали перший чемпіонат світу й функціонують до сьогодні. Адже третій стадіон найдавнішого мундіалю — «Естадіо Посітос», нині знесений. Про наявність «Естадіо Парк Сентрал» пам'ятають і в ФІФА. Зокрема 2005 року організація привітала керівників арени з 105 річницею існування стадіону й 75-річчям Чемпіонату світу.
Тоді, у 1930 році, на арені було зіграно 6 матчів на груповому етапі змагань. Кожен з них супроводжувався великим ажіотажем і зазвичай 20-тисячний стадіон був переповнений глядачами. Перший матч відбувся 13 липня між США та Бельгією. Гору взяли американці з відчутною перевагою — 3:0. У наступних матчах на цьому стадіоні Югославія 2:1 здолала Бразилію, Франція програла 0:1 Аргентині, Чилі перемогла Мексику 3:0, а Югославія розгромила Болівію 4:0.
У завершальній грі на цій арені було оформлено перший офіційний хет-трик на Чемпіонатах світу. Три голи в матчі з Парагваєм забив гравець США Берт Пейтнод (англ. Bertram «Bert» Albert Patenaude). Свої голи він забив на 10, 15 та 50 хвилинах. Та цей хет-трик спершу визнала тільки Федерація футболу США. За правилами ж ФІФА й Міжнародної статистичної фундації, авторами другого голу потрібно було вважати іншого американця Тома Флорі або записувати автогол на рахунок парагвайця Ауреліо Ґонзалеза. Однак на своєму засіданні 10 листопада 2006 року ФІФА таки визнала, що автором голу, а отже й першого хет-трику був Пейтнод.

## Стадіон після Чемпіонату світу
Наступна велика перебудова спіткала Парк Сентрал у 1944 році. Тоді було збільшено кількість місць для сидіння в основному через спорудження трибуни Хосе Марії Дельґадо. А ще через 30 років стадіон був знову наближений до того вигляду, який мав напередодні пожежі. Сьогодні стадіон вміщає офіційно 22 тисячі глядачів, однак фактично він здатен вмістити до 37 тисяч вболівальників.